# Neues Palais (Sanssouci)

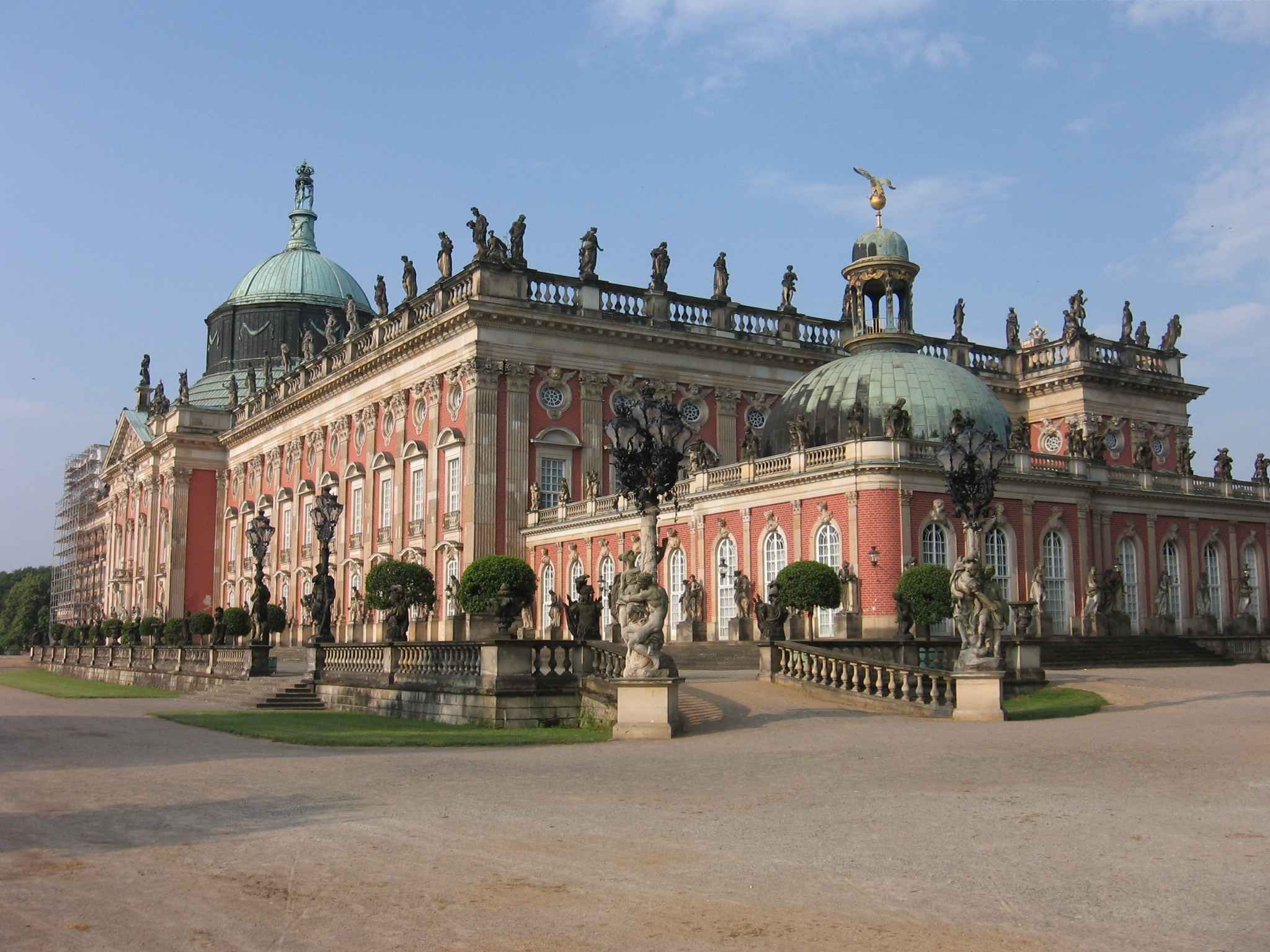
Het Neue Palais

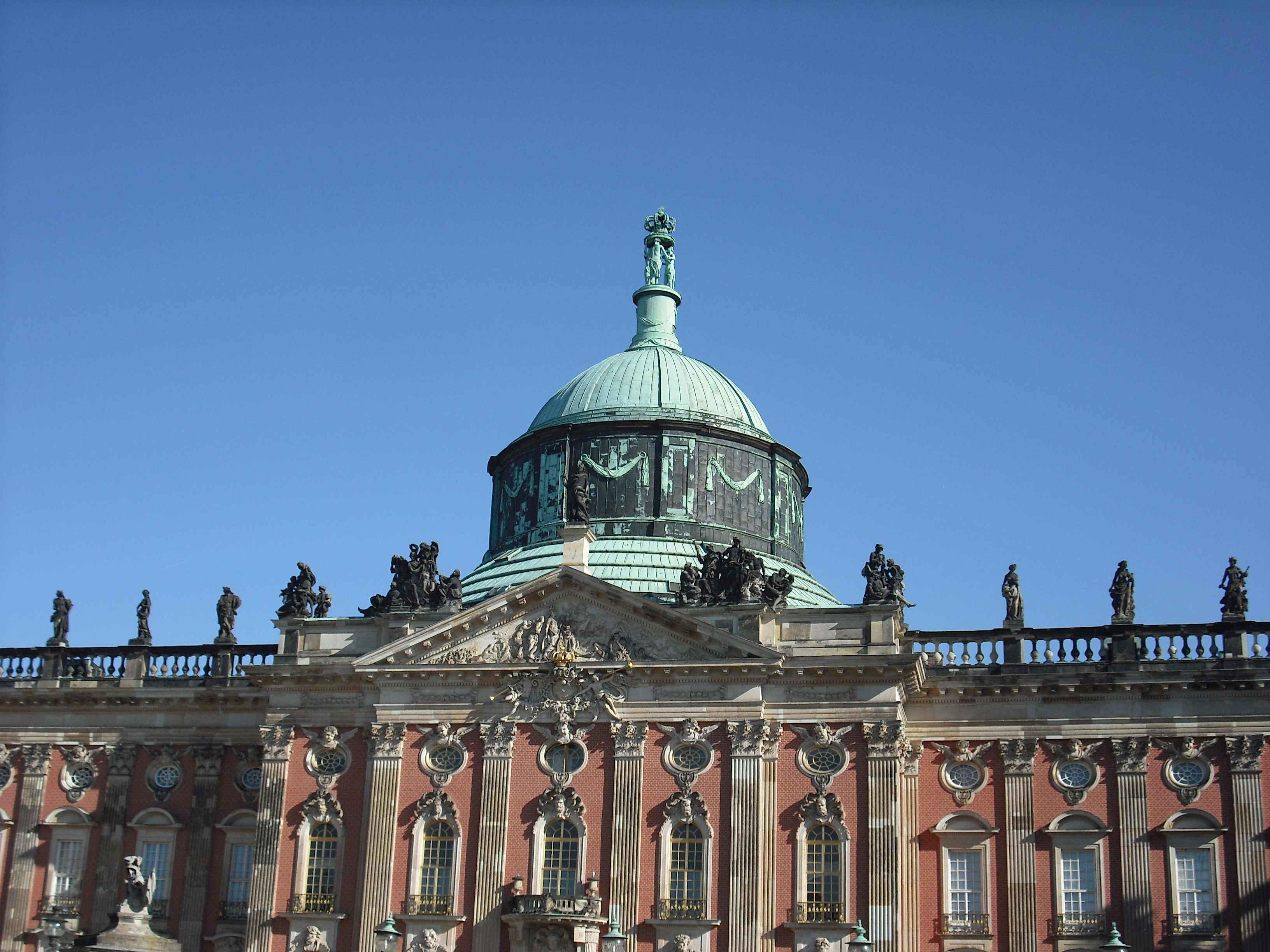
Het Neue Palais

Neues Palais (Nieuw Paleis) is een slot in het westelijke deel van Park Sanssouci in Potsdam. De bouw werd in 1763 gestart in opdracht van Frederik II van Pruisen. In 1769 was het paleis gereed.
Het Neue Palais maakt deel uit van de werelderfgoedinschrijving Paleizen en parken van Potsdam en Berlijn.
Onder andere het Communs genaamde bijgebouw en de Marstall (het voormalige stallencomplex) zijn in gebruik bij de Universiteit van Potsdam.

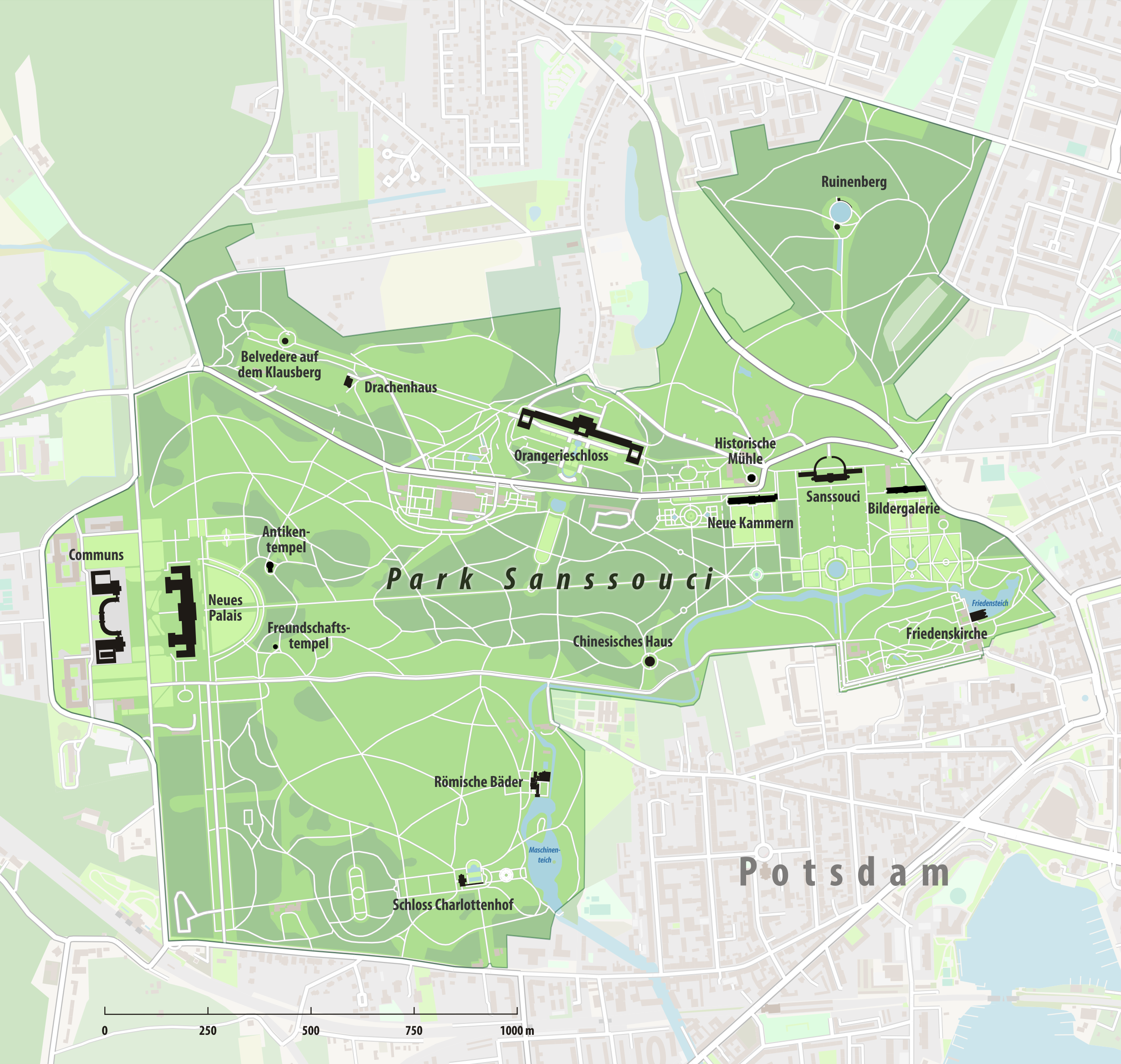
Overzichts-plattegrond, links het Neue Palais
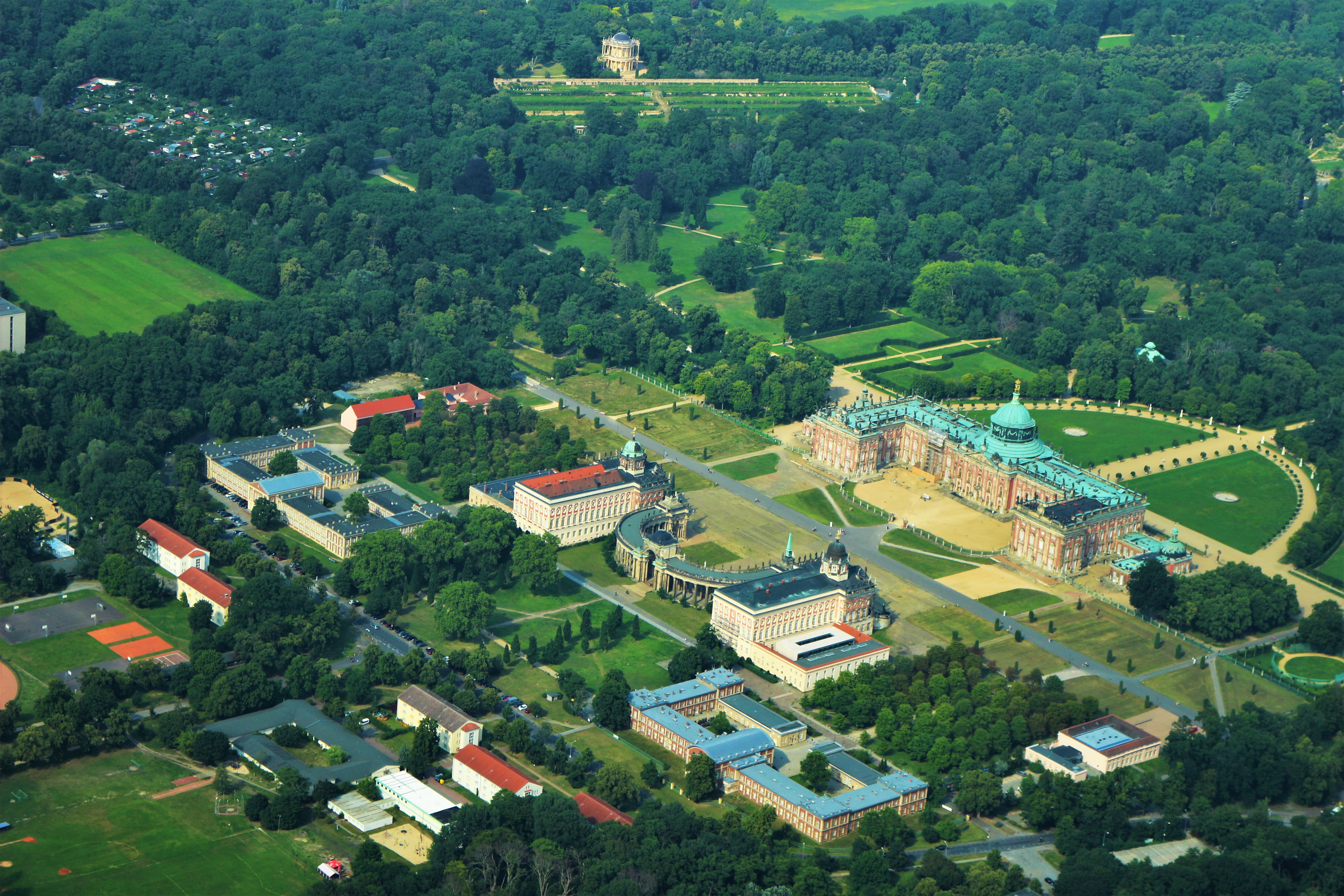
Luchtfoto

Dit object is onderdeel van het ensemble paleizen en parken van Potsdam en Berlijn dat in 1990, 1992 en 1999 in drie fasen op de werelderfgoedlijst van de UNESCO is geplaatst. Andere items ervan zijn:
De Russische kolonie Alexandrowka · 
De Antieke Tempel · 
Het Slot Babelsberg · 
Het Babelsbergpark · 
De Belvédère op de Pfingstberg · 
 De Belvédère van Sanssouci · 
De Bildergalerie · 
Slot Cecilienhof · 
Slot Charlottenhof · 
Het Chinese theehuis · 
 Het Drakenhuis · 
Het Glienickepark · 
Het Jachtslot Glienicke · 
Het Slot Glienicke · 
 Het keizerlijk station van Potsdam · 
Het Marmerpaleis · 
De Neptunusgrotte · 
Het Nieuwe paleis · 
De Nieuwe Tuin · 
De Nieuwe Vertrekken · 
De blokhut Nikolskoë · 
Het Oranjerieslot · 
Het Pauweneiland · 
De Sint-Petrus-en-Pauluskerk van Nikolskoë · 
De Pomonatempel · 
De Romeinse baden · 
Slot Sanssouci · 
Slot Sacrow · 
 De Verlosserkerk van Sacrow · 
De Vredeskerk · 
De vriendschapstempel
- Gemeinsame Normdatei: 4264411-2
- International Standard Name Identifier: 0000 0001 1090 5389
- Library of Congress Control Number: n86081187
- Nationale Bibliotheek van Israël: 987007604368205171
- Virtual International Authority File: 438149066390965600989